# Ферал Трибюн
„Ферал Трибюн“ (Feral Tribune) е независим сатиричен и политически седмичник, издаван в Сплит, Хърватия от 1984 до 2008 г.
Ферал Трибюн е продължител на популярния в началото на 1980-те години студентски вестник FESB, чийто редактор е тогавашният студент по електротехника в Сплитския университет Виктор Иванчич. През 1984 г. FESB получава престижната по онова време награда Седемте секретари на Съюза на комунистическата младеж на Югославия, благодарение на която редакторите на студентския вестник Виктор Иванчич и Велимир Маринкович биват поканени да гостуват на сплитския седмичник Недиелна Далмация. На 28 октомври 1984 г. на предпоследната страница на Недиелна Далмация излиза сатирична рубрика, озаглавена Ферал (на далматински хърватски диалект: улична лампа). Фактически това се смята за рождена дата на Ферал Трибюн.
Рубриката Ферал в Недиелна Далмация печели популярност сред читателите и редакцията на седмичника предлага на студентите да продължат сътрудничеството. Виктор Иванчич се посвещава изцяло на този проект и изоставя следването. Два месеца и половина след излизане на първия брой на Ферал той си спечелва статут на враг на държавата. В протокол от едно заседание на Комисията по идеологическа дейност към Централния комитет на Комунистическата партия на Хърватия от януари 1985 г. се цитират като примери за андтидържавна дейност афоризми от Ферал, напр. Нашата революция се раждаше в гората – много букове се възползваха от това (игра на думи: bukva значи бук и дръвник), както и комикса Party is over (Край на партито/ партията) (тогава думата партия е синоним на управляващата комунистическа партия).
От 1990 г. Ферал започва да излиза като седмичник на Слободна Далмация. През 1992 г. получава наградата на Хърватското журналистическо дружество на името на известния в Хърватска журналист Веселко Тенжера, както и наградата Стефанел.
През 1993 г. под натиска на управляващия тогава Хърватски демократически съюз (HDZ) Слободна Далмация бива приватизирана. Виктор Иванчич с група свои колеги започва самостоятелно да издава независимия Ферал Трибюн, първоначално като двуседмичник, а по-късно седмичник. За две години Ферал Трибюн успява да стане едно от най-популярните периодични издания в Хърватска. Издава се на 48 страници в голям таблоиден формат, от които 40 страници с новини, а тиражът му достига 50 000, като издателите му твърдят, че се чете от общо 200 000 души. Обаче тогавашният режим в Хърватска полага големи услилия да заглуши Ферал Трибюн, понеже в него се пише за хърватските военни престъпления в Босна и Херцеговина. През февруари 1994 г. 34-годишният тогава Виктор Иванчич е мобилизиран за цели шест месеца, а в рамките на една година редица партийни и държавни функционери завеждат дела срещу Ферал Трибюн с искове на стойност около 1 милион щатски долара. Едно от делата е спечелено от ищеца и Ферал Трибюн трябва да плати 25 000 щ.д. обезщетение.
Тежък удар върху Ферал Трибюн нанася хърватското Министерство на културата, което през юли 1994 г. излиза с решение, че изданието е политическа порнография, с което се отменят данъчните облекчения, от които Ферал Трибюн се е ползвал дотогава. Налага се да се плащат 40% данък оборот, предназначен изключително за порнографски списания. Това определение е вследствие на издаден брой, на чиито корици има колаж на Франьо Туджман и Слободан Милошевич в любовна прегръдка в леглото, с подзаглавие За това ли се борихме?, намек за съюза между двамата за подялба на Босна и Херцеговина. Последиците за Ферал Трибюн са катастрофални – приходът намалява за всеки издаден брой с по 30 000 щ.д., удържани от дистрибутора монополист, фирмата Тисак. Издателите на Ферал Трибюн са принудени да търсят външна помощ и независима дистрибуторска система.
На 29 март 1996 г. хърватският парламент приема закон, чрез който публикуването на критика или сатирични коментари по адрес на президента, премиера, председателя на парламента и висшите магистрати от Върховния и Конституционния съд се обявява за престъпление. На 4 юни 1996 г. главният редактор и един журналист от Ферал Трибюн са подведени под съдебна отговорност за опозоряване на президента Франьо Туджман. Делото се основава на една статия от 29 април 1996 г., в която има карикатура, критикуваща предложението на Франьо Туджман да се погребат тленните останки на военнопрестъпници от Втората световна война заедно с тези на техните жертви.
През 1996 г. получава Международната награда за свобода на печата, връчвана от International Press Directory, а през 1997 - Международната награда за свобода на печата, връчвана от Комитета за защита на журналистите (Committee to Protect Journalists), както и наградата Златно перо на свободата, връчвана от Международната вестникарска асоциация (World Association of Newspapers). През 1998 г. на Международния фестивал на политическата сатира във Форте дей Марме получава награда за най-добро политическо-сатирическо периодично издание. През 1998 г. получава и награда на името на Улоф Палме.